# Gordon Brand jr.

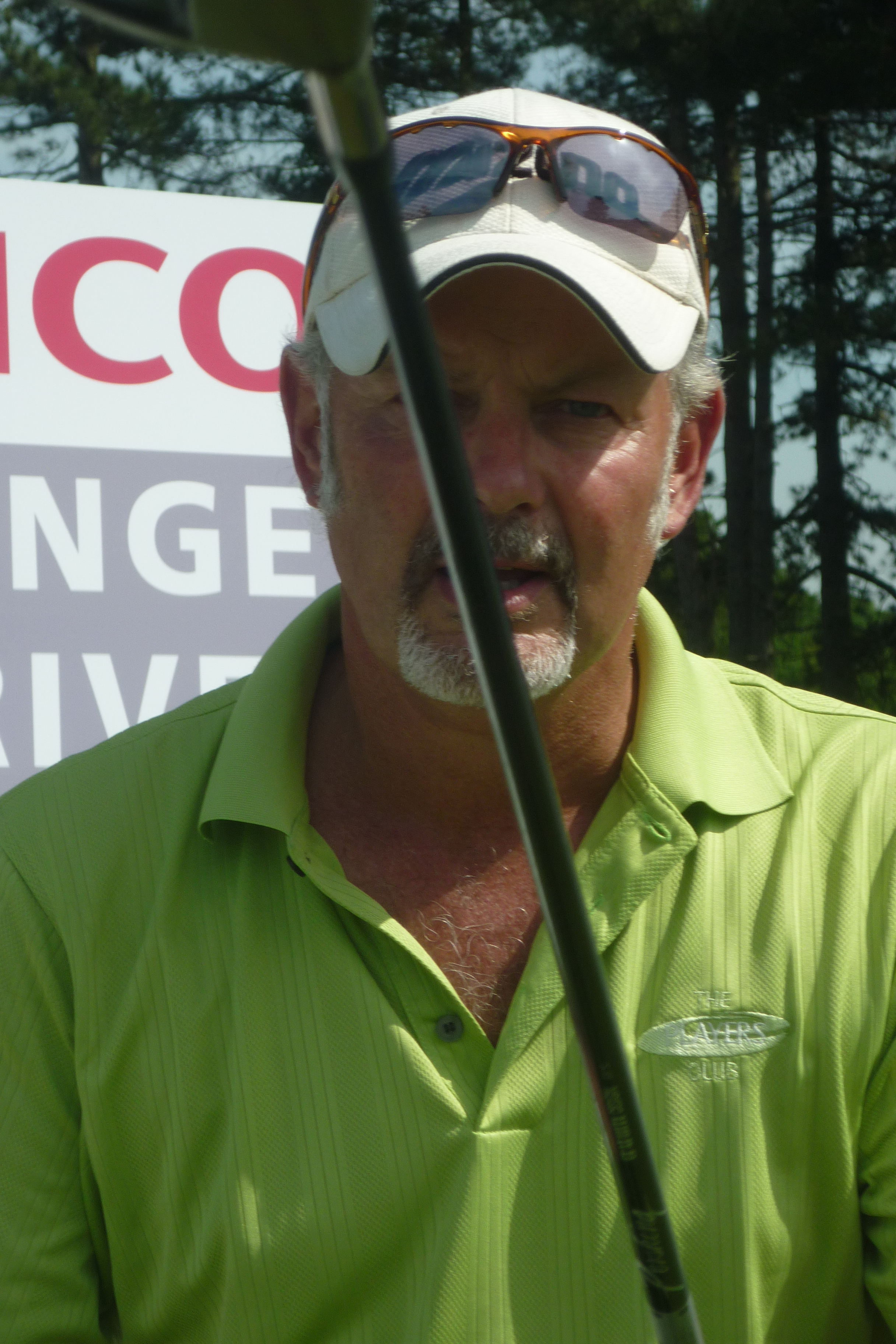
Gordon Brand jr. tijdens de Van Lanschot Senior Open 2010

Gordon Brand jr. (Kirkcaldy, 19 augustus 1958 - 1 augustus 2019) was een Schotse golfprofessional.

## Amateur

### Gewonnen
- 1978: English Amateur Open
- 1979: British Amateur Open Junioren, Zweeds Amateur Open
- 1980: Schots Amateur Open Junioren, Schots Amateur Open
- 1981: Portugees Amateur Open

### Teams
- In 1976 en 1978 speelt hij in het team dat de St Andrews Trophy wint.
- In 1978 en 1980 speelt hij de Eisenhower Trophy voor Schotland.
- In 1979 speelt hij de Walker Cup voor Groot-Brittannië en Ierland.

## Professional
Eind 1981 wordt Gordon Brand professional. In 1982 behaalt hij twee overwinningen en wordt gekozen als rookie van het jaar 1982.

### Gewonnen

#### Europese Tour
- 1982: Coral Classic, Bob Hope British Classic
- 1984: Celtic International, Panasonic European Open
- 1987: KLM Open, Scandinavian Enterprise Open
- 1989: Benson & Hedges International Open
- 1993: GA European Open

#### Europese Senior Tour
- 2010: Jersey Seniors Open

### Teams
- Ryder Cup namens Europa: 1987 (gewonnen) en 1989
- Alfred Dunhill Cup namens Schotland: 1985, 1986, 1987, 1988, 1989, 1991, 1992, 1993, 1994, 1997
- World Cup namens Schotland: 1984, 1985, 1988, 1989, 1990, 1992 en 1994
- Four Tours World Championship: 1985, 1988, 1989